# Gobiops
Gobiops desertus
Genre
Espèce
Gobiops est un genre fossile d'amphibiens temnospondyles du Jurassique attesté en Mongolie, en Russie, en Chine. Le genre monotypique n'est représenté que par son espèce type, Gobiops desertus. 

## Historique
Il a été nommé en 1991 à partir de fossiles observés dans des strates de Shar Teeg, datant du Jurassique supérieur, en Mongolie. Du matériel supplémentaire a été décrit en 2005 dans la formation de Toutunhe datant du Jurassique moyen dans le Bassin de Junggar en Chine. Gobiops appartient à la famille des Brachyopidae. Le genre peu connu Ferganobatrachus, nommé en 1990 par Shar Teeg, est probablement synonyme de Gobiops.

## Systématique
Le genre Gobiops et l'espèce Gobiops desertus ont été décrits en 1991 par le paléontologue russe Mikhail A. Shishkin (d).

### Publication originale
- (en) M. A. Shishkin, « Mesozoic amphibians from Mongolia and the Central Asiatic republics », dans M.J. Benton, M.A. Shishkin, D.M. Unwin et E.N. Kurochkin, The Age of Dinosaurs in Russia and Mongolia, Cambridge, Cambridge University Press, 2000 (ISBN 9780521545822), p. 297-308.